# 思いがかさなるその前に…
「思いがかさなるその前に…」（おもいがかさなるそのまえに）は、平井堅の楽曲である。2004年10月6日にデフスターレコーズから22枚目のシングルとして発売された。

## 背景・リリース
「思いがかさなるその前に…」は、トヨタ自動車「カローラフィールダー」のCM用に制作された楽曲。楽曲について、平井は「子供の頃の自分が、未来のボクに向けて書いた手紙でもあり、逆に大人になった自分が、昔のボクに書いた歌でもある」とし、「様々な時間軸の中での『思い』が交差していて、まさしく『思いがかさなって』いるのです。この歌を聴いてくれるみなさんに、自身の新たな『思い』をかさねてもらえたら嬉しいです」と語っている。CMには平井も出演しており、ア・カペラで本作を披露している。当初CD化の予定はなかったが、問い合わせ数が多く、その要望に応えるかたちで10月6日に発売されることが決まった。
シングルの発売を記念して、Sony Music Onlineで10月6日からの36時間限定で本作のビデオクリップフルコーラスを無料で公開された。
2002年発売の『Ring』以来、通算3作目のオリコンシングルチャート1位を獲得。累計出荷枚数は35万枚。また、本作は平井堅最後のレーベルゲートCDとなっている。

## 収録曲
| 全作曲: 平井堅。 |                                                 |           |            |                                             |      |
| #                | タイトル                                        | 作詞      | 作曲・編曲 | 編曲                                        | 時間 |
| 1.               | 「思いがかさなるその前に…」                     | 平井堅    | 平井堅     | 亀田誠治                                    | 5:39 |
| 2.               | 「キミはともだち (Soul Source Production Mix)」 | 平井堅    | 平井堅     | Soul Source Production a.k.a. Kenichi Yanai | 6:25 |
| 3.               | 「思いがかさなるその前に… (less vocal)」        |           | 平井堅     | 亀田誠治                                    | 5:20 |
| 合計時間:        | 合計時間:                                       | 合計時間: | 合計時間:  | 17:24                                       |      |

## クレジット
※出典
思いがかさなるその前に…
- 亀田誠治 : プロデュース、アレンジメント、ベース
- 石成正人 : アコースティック・ギター
- 三沢またろう : パーカッション
- 八木のぶお : ハーモニカ
- 金原千恵子ストリングス : ストリングス

キミはともだち (Soul Source Production Mix)
- Soul Source Production a.k.a. Kenichi Yanai : リミックス
- Paulo Cesar Gomes : キーボード
- TSUKADA : プログラミング、エンジニア、ミニモーグ

## タイアップ
- トヨタ自動車「カローラフィールダー」CMソング（#1）
- フジテレビ系ドラマ『積木くずし真相 〜あの家族、その後の悲劇〜』主題歌

## カバー・バージョン
思いがかさなるその前に…
- 武田雅治 - 2006年9月20日に発売のアルバム『恋歌〜THE LATEST J-LOVE BALLAD HITS COLLECTION〜』に収録。
- 城南海 - 2015年6月17日に発売のアルバム『ミナミカゼ』に収録。
- 木山裕策『F 守りたい君へ』に収録